# Sgt. Pepper's Lonely Hearts Club Band
Sgt. Pepper's Lonely Hearts Club Band is een lp uit 1967 van The Beatles. Het album behoort tot de belangrijkste en invloedrijkste albums aller tijden, omdat dit een van de eerste lp's was die zich (mede door de opvallende hoes, innovatieve opnametechnieken, experimenten met nieuwe invloeden uit verscheidene muziekstijlen en -genres) meer presenteerde als een artistiek werk dan als een verzameling liedjes. De opnamen duurden van 6 december 1966 tot en met 3 april 1967 (ongeveer 700 uur), het mixen was klaar op 21 april. De lp kwam op 26 mei 1967 officieel uit in het Verenigd Koninkrijk, maar hij was door toedoen van de diskjockeys John Peel en Ed Stewart al op 12 mei te horen op zeezender Radio London.
Op Sgt. Pepper staan enkele klassieke Beatle-nummers, waaronder de titeltrack, A Day in the Life, When I'm Sixty-Four, Lovely Rita, With a Little Help from my Friends (later succesvol gecoverd door Joe Cocker) en Lucy in the Sky with Diamonds. Het album zelf laat invloeden horen uit verscheidene hoeken, waaronder muziekinstrumenten uit India, de klassieke muziek, psychedelische muziek en rock-'n-roll. Paul McCartney noemde de albums Pet Sounds van The Beach Boys en Freak Out! van Frank Zappa als de twee grootste inspiratiebronnen voor Sgt. Pepper.
Het vermeende drugsgebruik van The Beatles kwam volgens velen tot uiting in het nummer Lucy in the Sky with Diamonds.

## Inhoud van het album
- Alle nummers zijn geschreven door Paul McCartney en/of John Lennon, en dus toegeschreven aan Lennon-McCartney, tenzij anders aangegeven.

| 1. Sgt. Pepper's Lonely Hearts Club Band (attacca) 2. With a Little Help from My Friends 3. Lucy in the Sky with Diamonds 4. Getting Better 5. Fixing a Hole 6. She's Leaving Home 7. Being for the Benefit of Mr. Kite! | 1. Within You Without You (Harrison) 2. When I'm Sixty-Four 3. Lovely Rita 4. Good Morning Good Morning (attacca) 5. Sgt. Pepper's Lonely Hearts Club Band (reprise) (attacca) 6. A Day in the Life |

De titelsong, en ook de reprise daarvan, lijken met publiek te zijn opgenomen. De titelsong gaat naadloos over in With a little help from my friends. Deze voor de popmuziek innovatieve techniek (segue) werd indertijd ook en vooral door Zappa gebruikt. Het gebruik van segue is een van de elementen van Sgt. Pepper dat het tot een conceptalbum maakt. Ook het gekakel van kippen op het einde van Good Morning Good Morning valt samen met het eerste gitaargeluid op de daaropvolgende reprise van het titelnummer. Het slotakkoord van die reprise gaat ook naadloos over in het eerste akkoord van de akoestische gitaar van A Day in the Life. Andere nummers staan op zichzelf.
Het laatste lied, A day in the life, eindigt met een pianoakkoord dat langzaam uitsterft. John Lennon wilde daarna  een voor de meeste mensen onhoorbaar hoge fluittoon van enkele seconden toevoegen, waar een hond wel op zou kunnen reageren. Dit geluid, afkomstig van een hondenfluitje, is wel aanwezig op de eerste maar niet op latere persingen. Op de meeste geluidsinstallaties uit die tijd kon het niet gereproduceerd worden. Pas met de cd-uitgave van 1987 en de daarop gebaseerde versies op andere geluidsdragers keerde het terug.
In de eindgroef van de grammofoonplaat klinkt een onverstaanbaar babbelend geluid dat steeds na 2 seconden (de omwentelingstijd van de plaat) wordt herhaald. Het wekt de indruk een fout te zijn bij het snijden van de grammofoonplaat. Het gebabbel is natuurlijk alleen hoorbaar als de gebruikte platenspeler niet automatisch afslaat. Op de cd-versie is dit alles ook hoorbaar, maar is het om technische redenen niet mogelijk dat het gebabbel eindeloos duurt.

## Platenhoes
De platenhoes, die een Grammy Award won, was ontworpen door Peter Blake en Jann Haworth. De artdirector was Robert Fraser, in samenwerking met Paul McCartney, terwijl Michael Cooper fotografeerde. De voorkant van de hoes is zeer bekend en vaak geparodieerd. Op de collage staan zo'n 70 kartonnen beelden van verscheidene beroemdheden afgebeeld. Op verzoek van George Harrison stonden er ook enkele Indiase goeroes tussen. De wassen beelden van de vroege Beatles waren geleend van Madame Tussauds. De echte Beatles staan vooraan in het midden, gekleed in satijnen militaire uniformen in vier verschillende opvallende kleuren (Lennon in het geel, Starr in het paars, McCartney in het blauw en Harrison in het rood). De binnenkant van de hoes zou aanvankelijk worden ontworpen door The Fool, een Nederlandse ontwerpgroep. Hoewel hun ontwerp door de Beatles zelf positief werd ontvangen werd het aanvankelijke ontwerp door anderen aangepast en bewerkt. Alle (levende) op de hoes afgebeelde personen moesten een verklaring tekenen waarin zij aangaven geen bezwaar te hebben tegen deze afbeelding en geen financiële vergoeding te zullen eisen. De meeste personen gaven deze verklaring ook, diegenen die niet instemden werden van de hoes verwijderd.
Sgt. Pepper was een van de eerste platen waarbij de songteksten op de achterzijde geprint stonden.
Het album Their Satanic Majesties Request van The Rolling Stones uit 1967 is volgens henzelf het antwoord van de Stones op het album van de Beatles. Ook dit is gedeeltelijk een psychedelisch rockalbum en bij de productie ervan had LSD een grote invloed. Michael Cooper fotografeerde ook van dit album de platenhoes, die gedeeltelijk is nagemaakt van die van de Beatles.

### Lijst van afgebeelde personen
- Sri Yoekteswar
- Aleister Crowley
- Mae West
- Lenny Bruce
- Karlheinz Stockhausen
- W.C. Fields
- Carl Gustav Jung
- Edgar Allan Poe
- Fred Astaire
- Richard Merkin
- Schilderij van Alberto Vargas
- Richard Lindner
- Leo Gorcey[7] en Huntz Hall
- Simon Rodia
- Bob Dylan
- Aubrey Beardsley
- Robert Peel
- Aldous Huxley
- Dylan Thomas
- Terry Southern
- Dion DiMucci
- Tony Curtis
- Wallace Berman
- Tommy Handley
- Marilyn Monroe
- William S. Burroughs
- Sri Mahavatar Babaji
- Stan Laurel en Oliver Hardy
- Karl Marx
- Herbert George Wells
- Sri Paramahansa Yogananda
- Stuart Sutcliffe
- Max Miller
- Schilderij van George Petty
- Marlon Brando
- Tom Mix
- Oscar Wilde
- Tyrone Power
- Larry Bell
- David Livingstone
- Johnny Weissmuller
- Adolf Hitler[8]
- Stephen Crane
- Bee Gees
- Issy Bonn
- George Bernard Shaw
- Horace Clifford Westermann
- Albert Stubbins
- Sri Lahiri Mahasaya
- Lewis Carroll
- Thomas Edward Lawrence
- Sonny Liston
- Schilderij van George Petty
- Shirley Temple (nauwelijks zichtbaar)
- Wassen beelden van The Beatles
- Albert Einstein
- The Beatles (echt)
- Bobby Breen
- Marlene Dietrich
- Mahatma Gandhi[9]
- Soldaat van de Order of the Buffaloes
- Diana Dors
- Shirley Temple (tweede afbeelding)

## Prijzen
| Recensies                     | Recensies   |
| Publicatie                    | Score       |
| ----------------------------- | ----------- |
| AllMusic                      | 5/5 sterren |
| The A.V. Club                 | B+          |
| The Daily Telegraph           | [ 11 ]      |
| Encyclopedia of Popular Music | [ 12 ]      |
| MusicHound                    | 5/5         |
| Paste                         | 89/100      |
| Pitchfork Media               | 10/10       |
| The Rolling Stone Album Guide | [ 15 ]      |
| Sputnikmusic                  | 5/5         |
| The Village Voice             | A           |

| - Album of the Year (Album van het jaar) - Best Album Package - Incl Album Cover, Graphic Arts, Photography - Best Engineered Recording, Non-Classical - Contemporary Album | - Group Vocal Performance - Contemporary Vocal Group - Best Instrumental Arrangement Accompanying Vocalist(s) |

## Hitnotering

### NederlandseAlbum Top 100
Nota bene: in 1967 was er nog geen Nederlandse albumhitparade, zodat er van die periode geen gegevens beschikbaar zijn. De eerste notering, uit 1987, was te danken aan de cd-release van het album.
| Hitnotering: (Week 1 t/m 10) 20-06-1987 t/m 22-08-1987 Hitnotering: (Week 11 t/m 17) 03-10-1992 t/m 14-11-1992 Hitnotering: (Week 18 t/m 20) 26-09-2009 t/m 10-10-2009 Hitnotering: (Week 21) 20-11-2010 | Hitnotering: (Week 1 t/m 10) 20-06-1987 t/m 22-08-1987 Hitnotering: (Week 11 t/m 17) 03-10-1992 t/m 14-11-1992 Hitnotering: (Week 18 t/m 20) 26-09-2009 t/m 10-10-2009 Hitnotering: (Week 21) 20-11-2010 | Hitnotering: (Week 1 t/m 10) 20-06-1987 t/m 22-08-1987 Hitnotering: (Week 11 t/m 17) 03-10-1992 t/m 14-11-1992 Hitnotering: (Week 18 t/m 20) 26-09-2009 t/m 10-10-2009 Hitnotering: (Week 21) 20-11-2010 | Hitnotering: (Week 1 t/m 10) 20-06-1987 t/m 22-08-1987 Hitnotering: (Week 11 t/m 17) 03-10-1992 t/m 14-11-1992 Hitnotering: (Week 18 t/m 20) 26-09-2009 t/m 10-10-2009 Hitnotering: (Week 21) 20-11-2010 | Hitnotering: (Week 1 t/m 10) 20-06-1987 t/m 22-08-1987 Hitnotering: (Week 11 t/m 17) 03-10-1992 t/m 14-11-1992 Hitnotering: (Week 18 t/m 20) 26-09-2009 t/m 10-10-2009 Hitnotering: (Week 21) 20-11-2010 | Hitnotering: (Week 1 t/m 10) 20-06-1987 t/m 22-08-1987 Hitnotering: (Week 11 t/m 17) 03-10-1992 t/m 14-11-1992 Hitnotering: (Week 18 t/m 20) 26-09-2009 t/m 10-10-2009 Hitnotering: (Week 21) 20-11-2010 | Hitnotering: (Week 1 t/m 10) 20-06-1987 t/m 22-08-1987 Hitnotering: (Week 11 t/m 17) 03-10-1992 t/m 14-11-1992 Hitnotering: (Week 18 t/m 20) 26-09-2009 t/m 10-10-2009 Hitnotering: (Week 21) 20-11-2010 | Hitnotering: (Week 1 t/m 10) 20-06-1987 t/m 22-08-1987 Hitnotering: (Week 11 t/m 17) 03-10-1992 t/m 14-11-1992 Hitnotering: (Week 18 t/m 20) 26-09-2009 t/m 10-10-2009 Hitnotering: (Week 21) 20-11-2010 | Hitnotering: (Week 1 t/m 10) 20-06-1987 t/m 22-08-1987 Hitnotering: (Week 11 t/m 17) 03-10-1992 t/m 14-11-1992 Hitnotering: (Week 18 t/m 20) 26-09-2009 t/m 10-10-2009 Hitnotering: (Week 21) 20-11-2010 | Hitnotering: (Week 1 t/m 10) 20-06-1987 t/m 22-08-1987 Hitnotering: (Week 11 t/m 17) 03-10-1992 t/m 14-11-1992 Hitnotering: (Week 18 t/m 20) 26-09-2009 t/m 10-10-2009 Hitnotering: (Week 21) 20-11-2010 | Hitnotering: (Week 1 t/m 10) 20-06-1987 t/m 22-08-1987 Hitnotering: (Week 11 t/m 17) 03-10-1992 t/m 14-11-1992 Hitnotering: (Week 18 t/m 20) 26-09-2009 t/m 10-10-2009 Hitnotering: (Week 21) 20-11-2010 | Hitnotering: (Week 1 t/m 10) 20-06-1987 t/m 22-08-1987 Hitnotering: (Week 11 t/m 17) 03-10-1992 t/m 14-11-1992 Hitnotering: (Week 18 t/m 20) 26-09-2009 t/m 10-10-2009 Hitnotering: (Week 21) 20-11-2010 | Hitnotering: (Week 1 t/m 10) 20-06-1987 t/m 22-08-1987 Hitnotering: (Week 11 t/m 17) 03-10-1992 t/m 14-11-1992 Hitnotering: (Week 18 t/m 20) 26-09-2009 t/m 10-10-2009 Hitnotering: (Week 21) 20-11-2010 | Hitnotering: (Week 1 t/m 10) 20-06-1987 t/m 22-08-1987 Hitnotering: (Week 11 t/m 17) 03-10-1992 t/m 14-11-1992 Hitnotering: (Week 18 t/m 20) 26-09-2009 t/m 10-10-2009 Hitnotering: (Week 21) 20-11-2010 | Hitnotering: (Week 1 t/m 10) 20-06-1987 t/m 22-08-1987 Hitnotering: (Week 11 t/m 17) 03-10-1992 t/m 14-11-1992 Hitnotering: (Week 18 t/m 20) 26-09-2009 t/m 10-10-2009 Hitnotering: (Week 21) 20-11-2010 | Hitnotering: (Week 1 t/m 10) 20-06-1987 t/m 22-08-1987 Hitnotering: (Week 11 t/m 17) 03-10-1992 t/m 14-11-1992 Hitnotering: (Week 18 t/m 20) 26-09-2009 t/m 10-10-2009 Hitnotering: (Week 21) 20-11-2010 | Hitnotering: (Week 1 t/m 10) 20-06-1987 t/m 22-08-1987 Hitnotering: (Week 11 t/m 17) 03-10-1992 t/m 14-11-1992 Hitnotering: (Week 18 t/m 20) 26-09-2009 t/m 10-10-2009 Hitnotering: (Week 21) 20-11-2010 | Hitnotering: (Week 1 t/m 10) 20-06-1987 t/m 22-08-1987 Hitnotering: (Week 11 t/m 17) 03-10-1992 t/m 14-11-1992 Hitnotering: (Week 18 t/m 20) 26-09-2009 t/m 10-10-2009 Hitnotering: (Week 21) 20-11-2010 | Hitnotering: (Week 1 t/m 10) 20-06-1987 t/m 22-08-1987 Hitnotering: (Week 11 t/m 17) 03-10-1992 t/m 14-11-1992 Hitnotering: (Week 18 t/m 20) 26-09-2009 t/m 10-10-2009 Hitnotering: (Week 21) 20-11-2010 | Hitnotering: (Week 1 t/m 10) 20-06-1987 t/m 22-08-1987 Hitnotering: (Week 11 t/m 17) 03-10-1992 t/m 14-11-1992 Hitnotering: (Week 18 t/m 20) 26-09-2009 t/m 10-10-2009 Hitnotering: (Week 21) 20-11-2010 | Hitnotering: (Week 1 t/m 10) 20-06-1987 t/m 22-08-1987 Hitnotering: (Week 11 t/m 17) 03-10-1992 t/m 14-11-1992 Hitnotering: (Week 18 t/m 20) 26-09-2009 t/m 10-10-2009 Hitnotering: (Week 21) 20-11-2010 | Hitnotering: (Week 1 t/m 10) 20-06-1987 t/m 22-08-1987 Hitnotering: (Week 11 t/m 17) 03-10-1992 t/m 14-11-1992 Hitnotering: (Week 18 t/m 20) 26-09-2009 t/m 10-10-2009 Hitnotering: (Week 21) 20-11-2010 | Hitnotering: (Week 1 t/m 10) 20-06-1987 t/m 22-08-1987 Hitnotering: (Week 11 t/m 17) 03-10-1992 t/m 14-11-1992 Hitnotering: (Week 18 t/m 20) 26-09-2009 t/m 10-10-2009 Hitnotering: (Week 21) 20-11-2010 | Hitnotering: (Week 1 t/m 10) 20-06-1987 t/m 22-08-1987 Hitnotering: (Week 11 t/m 17) 03-10-1992 t/m 14-11-1992 Hitnotering: (Week 18 t/m 20) 26-09-2009 t/m 10-10-2009 Hitnotering: (Week 21) 20-11-2010 | Hitnotering: (Week 1 t/m 10) 20-06-1987 t/m 22-08-1987 Hitnotering: (Week 11 t/m 17) 03-10-1992 t/m 14-11-1992 Hitnotering: (Week 18 t/m 20) 26-09-2009 t/m 10-10-2009 Hitnotering: (Week 21) 20-11-2010 | Hitnotering: (Week 1 t/m 10) 20-06-1987 t/m 22-08-1987 Hitnotering: (Week 11 t/m 17) 03-10-1992 t/m 14-11-1992 Hitnotering: (Week 18 t/m 20) 26-09-2009 t/m 10-10-2009 Hitnotering: (Week 21) 20-11-2010 |
| Week: | 1 | 2 | 3 | 4 | 5 | 6 | 7 | 8 | 9 | 10 | | 11 | 12 | 13 | 14 | 15 | 16 | 17 | | 18 | 19 | 20 | | 21 | |
| --- | --- | --- | --- | --- | --- | --- | --- | --- | --- | --- | --- | --- | --- | --- | --- | --- | --- | --- | --- | --- | --- | --- | --- | --- | --- |
| Positie: | 40 | 24 | 15 | 15 | 21 | 27 | 47 | 54 | 62 | 73 | uit | 61 | 53 | 55 | 80 | 94 | 95 | 95 | uit | 53 | 72 | 91 | uit | 100 | uit |